# 无处稠密集

## 定义
拓扑空间(X,τ)，A⊆X，称A是无处稠密的（亦称稀疏的，或称A为无处稠密集、稀疏集），当且仅当A的闭包的内部是空集。

## 例子
例如，整数在实数轴R上就形成了一个无处稠密集。
注意运算的次序是很重要的。例如，有理数的集合，由于是R的子集，因此它的内部的闭包（注意不是“闭包的内部”）是空集，但不是无处稠密集；实际上，它在R上是稠密的，正好相反。
无处稠密与周围的空间也有关：有可能把一个集合考虑为X的子空间时就是无处稠密的，但考虑为Y的子空间时，就不是无处稠密的。显然，一个集合在它本身中总是稠密的。

### 开集和闭集
一个无处稠密集不一定是闭集（例如，集合{\displaystyle \{1,1/2,1/3,\dots \}}在实数集上是无处稠密集），但一定是包含在一个无处稠密的闭集（即它的闭包）内。确实，一个集合是无处稠密集，当且仅当它的闭包是无处稠密集。
无处稠密的闭集的补集是一个稠密的开集，因此无处稠密集的补集是内部为稠密的集合。

### 测度为正数的无处稠密集
一个无处稠密集并不一定就是可忽略的。例如，如果X位于单位区间[0,1]，不仅有可能有勒贝格测度为零的稠密集（例如有理数集），也有可能有测度为正数的无处稠密集。  
例如（一个康托尔集的变体），从[0,1]内移除所有形为a/2n的最简二进分数，以及旁边的区间[a/2n − 1/22n+1, a/2n + 1/22n+1]；由于对于每一个n，这最多移除了总和为1/2n+1的区间，留下的无处稠密集的测度就至少是1/2（实际上刚刚大于0.535……，因为重叠的原因），因此在某种意义上表示了[0,1]的大多数空间。
把这个方法进行推广，我们可以在单位区间内构造出任意测度小于1的无处稠密集。